# Nasale palatale
La nasale palatale è una consonante, rappresentata con il simbolo [ɲ] nell'alfabeto fonetico internazionale (IPA).

## Caratteristiche
La consonante nasale palatale sonora presenta le seguenti caratteristiche:
- il suo modo di articolazione è nasale, perché questo fono è dovuto all'occlusione del canale orale (la bocca) e al conseguente deflusso dell'aria dal naso;
- il suo luogo di articolazione è palatale, perché nel pronunciare tale suono il dorso della lingua si porta a contatto con il palato;
- è una consonante sonora, in quanto questo suono è prodotto con la vibrazione delle corde vocali.

Nella fonologia generativa tale fonema è formato dalla sequenza dei tratti: +consonantico, +nasale, -grave, +acuto.

## Occorrenze

### Asturiano
In lingua asturiana tale fono è reso con la grafia ⟨ñ⟩:
- neñu "bambino" [ˈneɲu]

### Catalano
In lingua catalana tale fono è reso con la grafia ⟨ny⟩:
- bany "bagno" [βaɲ]

### Ceco
In lingua ceca tale fono è reso con la grafia ⟨ň⟩:
- kůň "cavallo" [kuːɲ]

### Francese
In lingua francese tale fono è reso con la grafia ⟨gn⟩, esattamente come in italiano:
- gagner "guadagnare, vincere" [ɡaˈɲe]
- montagne "montagna" [mɔ̃ˈtaɲ]

### Galiziano
In lingua galiziana tale fono è reso con la grafia ⟨ñ⟩:
- año "agnello" [ˈaɲo]

### Greco
In lingua greca moderna tale fono è reso ⟨ν⟩ o ⟨μ⟩ + /i/ (come palatalizzante), seguiti da vocale (facente parte della stessa sillaba) nell'alfabeto greco:
- γενειάδα (traslitterato geneiáda) "barba" [ʝeˈɲɐðɐ]
- χρονιά (traslitterato khroniá) "annata, stagione, anno" [xroˈɲɐ]
- (ο)μονοιάζω [traslitterato (o)monoiázō] "faccio (fare) tornare d'accordo, riconcilio (riconciliare)" [(o)moˈɲɐzo]
- ορμιά (traslitterato ormiá) "lenza" [orˈmɲɐ]
- (ο)μοιάζω [traslitterato (o)moiázō] "(mi) assomiglio [assomigliar(si)], sembro (sembrare)" [(o)ˈmɲɐzo]
- μυαλό (traslitterato myaló) "cervello, mente, ingegno, testa" [mɲɐˈlɔ]

### Inglese
In lingua inglese tale fono è presente in alcune varietà regionali, nella grafia ⟨ni⟩, e pronunciato come nasale palatale seguita dall'approssimante [j]:
- onion "cipolla" [ˈʌɲjən]

### Italiano
Si tratta di un fonema presente in italiano e denotato dal digramma ⟨gn⟩: un esempio di questo suono si trova nella parola "gnocchi" [ˈɲɔkːi]. Quando si trova in corpo di parola, esso viene pronunciato come una consonante doppia: ad esempio nella parola "regno" [ˈreɲːo].

### Lombardo
In lombardo viene scritto con il digramma ⟨gn⟩ nella maggior parte delle grafie, compresa la Scriver Lombard.
- gnanc'mò "non ancora" [ɲaŋkˈmɔ]

### Malayalam
In lingua malayalam:
- ? "io" [ɲan]

### Occitano
In lingua occitana tale fono è reso con la grafia ⟨nh⟩:
- Polonha "Polonia" [puˈluɲɔ]

### Polacco
In lingua polacca tale fono è reso con la grafia ⟨ń⟩ o solo ⟨n⟩ se seguito da i: 
- słoń "elefante" [swɔɲ]

### Portoghese
In lingua portoghese tale fono è reso con la grafia ⟨nh⟩:
- anho "agnello" [ˈɐɲu]

### Serbocroato
In lingua serbocroata tale fono è reso con la grafia ⟨nj⟩ oppure ⟨њ⟩ nell'alfabeto cirillico:
- konj o коњ "cavallo" [koɲ]

### Spagnolo
In lingua spagnola tale fono è reso con la grafia ⟨ñ⟩:
- año "anno" [ˈaɲo]
- enseñar "insegnare" [enseˈɲar]

### Ungherese
In lingua ungherese tale fono è reso con la grafia ⟨ny⟩:
- lány "ragazza" [laːɲ]

### Veneto
In veneto tale fono è reso con la grafia ⟨gn⟩ nella maggior parte delle grafie, compresa quella classica, mentre è reso con ⟨nj⟩ nella grafia DECA.

### Vietnamita
In lingua vietnamita tale fono è reso con la grafia ⟨nh⟩:
- nhai [ɲaɪ]